# Pierre Édouard Frère

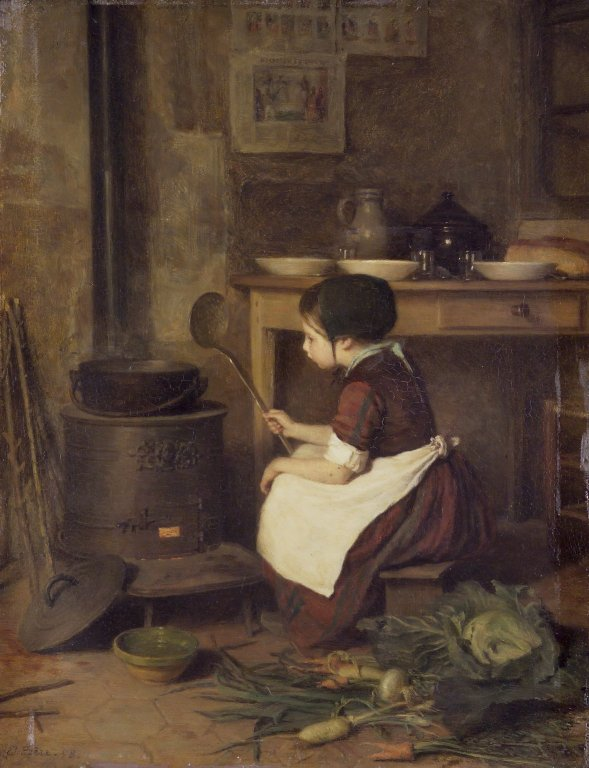
Pierre Édouard Frère, Micuța bucătăreasă, ca. 1858, ulei pe panou, 30,8 × 23,5 cm. Muzeul Brooklyn

Pierre Édouard Frère (n. 10 ianuarie 1819, Paris, Franța – d. 23 mai 1886, Écouen, Seine-et-Oise, Franța) a fost un pictor francez de gen.

## Biografie
Frère a studiat sub îndrumarea lui Paul Delaroche, a intrat la École des Beaux-Arts în 1836 și a expus pentru prima dată la Salon în 1843. Printre lucrările sale principale se numără cele două picturi, Mergând la școală și Venind de la școală, precum și Micul pofticios (primul său tablou expus) și L'Exercice (în secolul al XIX-lea această lucrare se afla în colecția lui John Jacob Astor⁠(d)).
O călătorie în Egipt în 1860 a dus la o mică serie de subiecte orientaliste, dar majoritatea picturilor lui Frère se ocupă de viața de bucătărie, atelierul, locuințele oamenilor simpli și, în principal, de plăcerile și micile necazuri ale tinerilor, pe care artistul le aduce în fața noastră cu umor și simpatie. A fost unul dintre cei mai populari pictori de gen domestic de la mijlocul secolului al XIX-lea.
A fost tatăl pictorului Charles Edouard Frère⁠(d) și fratele pictorului orientalist Charles-Théodore Frère. A condus o școală în Ecouen, care a făcut subiectul unui articol al Corneliei W. Conant⁠(d) pentru Harper's Magazine în 1885.